# Ross Perot
Henry Ross Perot (/pəˈroʊ/; Texarkana, 27 de junho de 1930 - Dallas, 9 de julho de 2019) foi um político, empresário bilionário e filantropo americano. Ele foi fundador e chefe executivo da EDS e do Perot Systems. Ele concorreu, como um independente, para a eleição presidencial nos Estados Unidos em 1992 e, pelo Partido Reformista, em 1996. Perot foi o candidato não filiado a algum dos dois grandes partidos que melhor se saiu em eleições presidenciais. Em 2016, segundo a revista Forbes, ele era a 167ª pessoa mais rica dos Estados Unidos.
Nascido em Texarkana, no Texas, Perot se tornou um vendedor da IBM antes de se juntar a Marinha dos Estados Unidos. Em 1962, ele fundou a Electronic Data Systems (EDS), uma companhia de serviço de processamento de dados. Em 1984, a General Motors comprou parte das ações da EDS, por US$ 2,4 bilhões, dando a eles o controle da empresa. Ross Perot fundou então a Perot Systems em 1988 e foi um investidor-anjo para a NeXT, uma empresa de computação fundada por Steve Jobs após ele deixar a Apple. Em 2009, a Dell comprou a Perot Systems por US$ 3,9 bihões.
Perot começou a se envolver com política na década de 1980, quando participou de um projeto para tentar reaver soldados americanos que ainda estariam, teoricamente, aprisionados no Vietnã. Durante o governo de George H. W. Bush, foi se tornando cada vez mais interessado com assuntos políticos, chamando atenção, inicialmente, por sua oposição a Guerra do Golfo e a ratificação do Tratado Norte-Americano de Livre Comércio.
Em 1992, Perot anunciou que concorreria a presidência dos Estados Unidos, defendendo um orçamento público equilibrado, da terceirização de empregos e aprovação de leis de democracia direta eletrônica. Numa pesquisa de opinião, liberada em junho de 1992, pela Gallup poll mostrava Perot liderando as intenções de voto a frente do Presidente Geroge H. W. Bush e do candidato democrata Bill Clinton. Perot brevemente se distanciou da campanha, em julho, mas voltou em outubro após ele cumprir os requisitos para ter seu nome na cédula eleitoral nos 50 estados. Ele escolheu o almirante James Stockdale como seu candidato a vice e apareceu nos debates de 1992 contra Bush e Clinton. Quando veio a eleição, em novembro, Perot terminou em terceiro, angariando 18,9% do voto popular, não conquistando um voto no colégio eleitoral. Seu apoio vinha de ambos os lados do espectro político e pessoas que se consideravam sem ideologia, se dando melhor com o eleitor que se considerava "moderado". Segundo alguns jornalistas, os votos em Perot possivelmente custou a eleição para George H. W. Bush, embora muitos analistas discordem. Ross Perot concorreu novamente em 1996, pelo Partido Reformista, mas não se saiu tão bem e conquistou apenas 8,4% dos votos totais, perdendo para o Presidente Clinton e o candidato republicano Bob Dole.
Após 1996, Perot não buscou mais cargo público e não participou das eleições presidenciais de 2000. Naquele ano, ele endossou o republicano George W. Bush. Em 2008 e 2012, apoiou Mitt Romney e em 2016 ficou a favor de Donald Trump.
Apesar do cunho conservador em vários aspectos, especialmente em questões econômicas, Perot soava como um liberal na área social. Nas campanhas eleitorais, focou em assuntos econômicos e fiscais pertinentes à época, defendendo Estado mínimo e desregulamentação na economia. Perot era pró-escolha na questão do aborto, apoiava os direitos da comunidade LGBT, defendia o controle de armas (como banimento da compra de fuzis de assalto pelo público) e também aumento de fundos para pesquisa de combate a AIDS.
Perot faleceu em 9 de julho de 2019, após anos lutando contra a leucemia.